# Boston-Marathon 2022
Der Boston-Marathon 2022 war die 126. Ausgabe der jährlich stattfinden Laufveranstaltung in Boston, Vereinigte Staaten. Der Lauf fand das erste Mal nach zwei Jahren (2020 ausgefallen, 2021 bedingt durch die COVID-19-Pandemie verschoben) wieder am Patriots’ Day, der in diesem Jahr auf den 18. April fiel, statt.
Es war der zweite Lauf der World Marathon Majors 2022 und hatte das Etikett Elite Platinum der World Athletics Label Road Races 2022.
Bei den Männer gewann Evans Chebet in 2:06:51 und bei den Frauen Olympiasiegerin Peres Jepchirchir in 2:21:01 h. Beide Läufer kommen aus Kenia.

## Ergebnisse

### Männer
| Platz | Athlet           | Land               | Zeit (h) |
| ----- | ---------------- | ------------------ | -------- |
| 01    | Evans Chebet     | Kenia              | 2:06:51  |
| 02    | Lawrence Cherono | Kenia              | 2:07:21  |
| 03    | Benson Kipruto   | Kenia              | 2:07:27  |
| 04    | Gabriel Geay     | Tansania           | 2:07:53  |
| 05    | Eric Kiptanui    | Kenia              | 2:08:47  |
| 06    | Albert Korir     | Kenia              | 2:08:50  |
| 07    | Scott Fauble     | Vereinigte Staaten | 2:08:52  |
| 08    | Jemal Yimer      | Äthiopien          | 2:08:58  |
| 09    | Elkanah Kibet    | Vereinigte Staaten | 2:09:07  |
| 10    | Kinde Atanaw     | Kenia              | 2:09:16  |

### Frauen
| Platz | Athletin            | Land                   | Zeit (h) |
| ----- | ------------------- | ---------------------- | -------- |
| 01    | Peres Jepchirchir   | Kenia                  | 2:21:01  |
| 02    | Ababel Yeshaneh     | Äthiopien              | 2:21:05  |
| 03    | Mary Ngugi          | Kenia                  | 2:21:32  |
| 04    | Edna Kiplagat       | Kenia                  | 2:21:40  |
| 05    | Monicah Ngige       | Kenia                  | 2:22:13  |
| 06    | Viola Cheptoo       | Kenia                  | 2:23:47  |
| 07    | Joyciline Jepkosgei | Kenia                  | 2:24:43  |
| 08    | Degitu Azimeraw     | Äthiopien              | 2:25:23  |
| 09    | Charlotte Purdue    | Vereinigtes Königreich | 2:25:26  |
| 10    | Nell Rojas          | Vereinigte Staaten     | 2:25:57  |